# Grand Prix automobile d'Abou Dabi 2013
GP précédent GP suivant
Le Grand Prix automobile d'Abou Dabi 2013 (2013 Formula 1 Etihad Airways Abu Dhabi Grand Prix), disputé le 3 novembre 2013 sur le Circuit Yas Marina, est la 895e épreuve du championnat du monde de Formule 1 courue depuis 1950. Il s'agit de la cinquième édition du Grand Prix d'Abou Dabi comptant pour le championnat du monde et la dix-septième manche du championnat 2013.
Si les Red Bull-Renault dominent une fois encore les qualifications, Sebastian Vettel commet une petite erreur lors de sa deuxième sortie en troisième manche, ce dont profite son coéquipier Mark Webber pour réaliser sa deuxième pole position de la saison, la treizième de sa carrière. Les deux Mercedes se placent en deuxième ligne, Nico Rosberg devant Lewis Hamilton. Kimi Räikkönen, auteur du cinquième temps, est exclu de la séance qualificative après que les commissaires techniques ont remarqué une irrégularité au niveau de l'avant du fond plat de sa Lotus E21 qui n'a pas passé tous les tests de flexibilité. La troisième ligne est donc occupée par Nico Hülkenberg et Romain Grosjean tandis que, pour la première fois de la saison, Fernando Alonso n'atteint pas la dernière phase qualificative ; il s'élance toutefois de la dixième place à la suite du déclassement de Räikkönen.
Auteur d'un meilleur départ que son coéquipier, Sebastian Vettel prend d'emblée la tête de la course devant Rosberg, Webber, Grosjean et Hamilton. Au bout de deux tours, il compte deux secondes d'avance sur Rosberg et se lance dans un nouveau cavalier seul ; Après cinquante-cinq tours sans encombre, il s'impose avec plus de trente secondes sur Mark Webber, ce qui permet à Red Bull Racing d'obtenir son troisième doublé de la saison. Vettel, avec une septième victoire consécutive (sa onzième cette saison et la trente-septième de sa carrière), égale les records d'Alberto Ascari en 1952-1953 et de Michael Schumacher en 2004. Comme en Inde une semaine plus tôt, le quadruple champion du monde fête sa réussite à l'arrivée par une série de donuts. Nico Rosberg prend la troisième place alors que suivent pour les points Romain Grosjean, Fernando Alonso, Paul di Resta, Lewis Hamilton, Felipe Massa, Sergio Pérez et Adrian Sutil.
Vettel, champion du monde 2013, compte désormais 347 points et possède 130 points d'avance sur Fernando Alonso (217 points). Raïkkönen, en abandonnant dès les premiers hectomètres de la course, reste troisième avec 183 points, voit diminuer ses chances de ravir à Alonso la deuxième place du championnat, et Lewis Hamilton se rapprocher à huit points (175 points). Mark Webber est cinquième (166 points) et augmente légèrement son avance sur Rosberg (159 points).
Red Bull Racing, avec 513 points, devance désormais de 179 points Mercedes (334 points), deuxième devant  Ferrari (323 points) ; suivent Lotus (297 points), McLaren (95 points), Force India (77 points), Sauber (45 points), Toro Rosso (32 points) et Williams (1 point). Neuf des onze écuries engagées au championnat ont marqué des points, Caterham et Marussia n'en ayant pas encore inscrit.

## Essais libres

### Première séance, le vendredi de 13 h à 14 h 30
| Pos. | Pilote           | Voiture          | Chrono         | Écart     |
| ---- | ---------------- | ---------------- | -------------- | --------- |
| 1    | Romain Grosjean  | Lotus-Renault    | 1 min 44 s 241 |           |
| 2    | Lewis Hamilton   | Mercedes         | 1 min 44 s 433 | + 0 s 192 |
| 3    | Sebastian Vettel | Red Bull-Renault | 1 min 44 s 499 | + 0 s 258 |
| 4    | Mark Webber      | Red Bull-Renault | 1 min 44 s 712 | + 0 s 471 |
| 5    | Nico Rosberg     | Mercedes         | 1 min 44 s 741 | + 0 s 500 |
| 6    | Kimi Räikkönen   | Lotus-Renault    | 1 min 44 s 929 | + 0 s 688 |

La température est de  34 °C dans l’air et de 46 °C sur la piste au début de la première séance d'essais libres. Comme aucun pilote ne souhaite balayer le sable du désert voisin qui s'est déposé sur la piste d'un circuit très peu fréquenté durant le reste de l'année, il faut attendre plus d'une demi-heure pour que Sergio Pérez boucle le premier tour chronométré en 1 min 48 s 525 et améliore ensuite en 1 min 45 s 889 puis 1 min 45 s 331. Romain Grosjean prend ensuite la tête en 1 min 45 s 329,,.
Durant la deuxième demi-heure d'essais, et alors que la session est toujours aussi peu animée, Sebastian Vettel, en pneus durs, passe en tête en 1 min 45 s 172. Kimi Räikkönen fait légèrement mieux (1 min 45 s 108) mais son temps est battu par Vettel (1 min 44 s 866) puis par Nico Rosberg (1 min 44 s 741). Lewis Hamilton se montre particulièrement performant dans le dernier secteur du circuit et améliore en deux temps (1 min 44 s 462 puis 1 min 44 s 433. À vingt minutes de la fin de séance, il devance Mark Webber et Nico Rosberg,,.
En fin de séance, chaque équipe poursuit son programme d'installation sans toutefois tester les pneus tendres qui ne seront évalués que lors de la deuxième session d'essais. Vettel augmente peu à peu son rythme et, à cinq minutes du terme, ne concède que 66 millièmes de secondes à Hamilton. Pourtant, c'est Romain Grosjean qui s'empare du commandement dans les derniers instants, en tournant en 1 min 44 s 241. Il devance donc Hamilton, Vettel, Webber, Rosberg et Räikkönen,,.
- James Calado, pilote essayeur chez Force India, remplace Adrian Sutil lors de cette séance d'essais.
- Heikki Kovalainen, pilote essayeur chez Caterham F1 Team, remplace Giedo van der Garde lors de cette séance d'essais.
- Rodolfo González, pilote essayeur chez Marussia F1 Team, remplace Max Chilton lors de cette séance d'essais.

### Deuxième séance, le vendredi de 17 h à 18 h 30
| Pos. | Pilote           | Voiture          | Chrono         | Écart     |
| ---- | ---------------- | ---------------- | -------------- | --------- |
| 1    | Sebastian Vettel | Red Bull-Renault | 1 min 41 s 335 |           |
| 2    | Mark Webber      | Red Bull-Renault | 1 min 41 s 490 | + 0 s 155 |
| 3    | Lewis Hamilton   | Mercedes         | 1 min 41 s 690 | + 0 s 355 |
| 4    | Kimi Räikkönen   | Lotus-Renault    | 1 min 41 s 726 | + 0 s 391 |
| 5    | Nico Rosberg     | Mercedes         | 1 min 41 s 758 | + 0 s 423 |
| 6    | Sergio Pérez     | McLaren-Mercedes | 1 min 42 s 006 | + 0 s 671 |

La température ambiante est de 33 °C et la piste est à 31 °C et au début de la deuxième séance d'essais libres disputée sous un ciel s'assombrissant de plus en plus. Les conditions de ces essais sont proches de celles des qualifications à venir, la piste ayant été balayée par le passage successif des monoplaces de Formule 1 et de GP2 Series. Kimi Räikkönen fixe le temps de référence en 1 min 44 s 360,,.
Si Jenson Button améliore en 1 min 44 s 079, Räikkönen ne tarde pas à reprendre son bien en 1 min 43 s 623. Sergio Pérez améliore en 1 min 43 s 564 puis les pilotes Red Bull Racing se mettent en évidence : Sebastian Vettel tourne en 1 min 43 s 062 et Mark Webber en 1 min 43 s 021,,.
Alors qu'il reste un peu plus d'une heure dans cette séance, Kimi Räikkönen est le premier pilote à chausser les pneus tendres ; il s'installe logiquement en tête grâce à un tour bouclé en 1 min 41 s 888 et améliore en 1 min 41 s 726. Plusieurs pilotes se succèdent en tête du classement, tous en pneus tendres : Lewis Hamilton tourne en 1 min 41 s 690, Webber en 1 min 41 s 556 puis  1 min 41 s 490 et Vettel en 1 min 41 s 434 puis 1 min 41 s 335, meilleur temps de la session,,.
À la mi-séance, Romain Grosjean sort largement de la piste et annonce par radio qu'une pièce a cédé sur sa monoplace. Il entre au stand où ses mécaniciens s'affairent sur sa Lotus E21 ; Il reprend la piste à vingt minutes de la fin de la séance pour quelques tours peu concluants et rentre définitivement. Pendant ce temps, les pilotes évaluent les deux types de pneumatiques avec différentes charges de carburant. Mercedes se lance dans un long relais avec une quantité importante d'essence à bord, ce qui perturbe Hamilton qui se plaint que « quelque chose n'a pas l'air normal sur la voiture. »,,
Jenson Button est victime d'une crevaison à l'arrière et Paul di Resta du même incident mais à l'avant ; les deux peuvent toutefois rejoindre leur stand et se relancer en piste,,.

### Troisième séance, le samedi de 14 h à 15 h
| Pos. | Pilote           | Voiture          | Chrono         | Écart     |
| ---- | ---------------- | ---------------- | -------------- | --------- |
| 1    | Sebastian Vettel | Red Bull-Renault | 1 min 41 s 349 |           |
| 2    | Mark Webber      | Red Bull-Renault | 1 min 41 s 571 | + 0 s 222 |
| 3    | Lewis Hamilton   | Mercedes         | 1 min 41 s 580 | + 0 s 231 |
| 4    | Nico Rosberg     | Mercedes         | 1 min 41 s 721 | + 0 s 372 |
| 5    | Romain Grosjean  | Lotus-Renault    | 1 min 41 s 832 | + 0 s 483 |
| 6    | Jenson Button    | McLaren-Mercedes | 1 min 41 s 956 | + 0 s 607 |

La température ambiance est de 36 °C et la piste est à 47 °C au début de la dernière séance d'essais libres. Les pilotes s'élancent pour boucler un premier tour d'installation et Kimi Räikkönen, premier pilote en piste, dispose sur sa Lotus E21 de la nouvelle caméra pivotante de la FOM ; cette caméra était installée la veille sur la Ferrari F138 de Fernando Alonso mais la Scuderia Ferrari a demandé à la FOM de la retirer arguant qu'elle perturbait exagéremment le flux aérodynamique. Dès le début de séance, Romain Grosjean est victime de grosses vibrations au freinage sur le côté droit de sa monoplace. Adrian Sutil déclare que sa Force India VJM06 est tout simplement inconduisible. Charles Pic fixe le temps de référence en 1 min 52 s 337 et améliore en 1 min 50 s 512,,. 
Giedo Van der Garde se porte en tête en 1 min 47 s 898 mais son temps est battu par Räikkönen (1 min 45 s 026) et  Sebastian Vettel (1 min 44 s 117). Räikkönen reprend la main en 1 min 43 s 949 mais s'incline à nouveau devant Vettel (1 min 43 s 795) qui devance Räikkönen et Grosjean. À vingt minutes du drapeau à damiers, Nico Rosberg passe en tête, en deux temps (1 min 43 s 784 puis 1 min 43 s 465) ; il devance les deux Red Bull Racing et son équipier Lewis Hamilton. Tous ces temps sont réalisés avec les pneus durs fournis par Pirelli,,.
À un quart d'heure du terme de la séance, Jules Bianchi perd le contrôle de sa Marussia MR02 dans le virage no 2, tape légèrement le mur et endommage sa monoplace. L'équipe est obligée de changer sa boîte de vitesses avant les qualifications, ce qui lui vaut une pénalité d'un recul de cinq places sur la grille de départ. Chez Williams F1 Team, les deux pilotes remarquent que la Williams FW35 se comporte beaucoup mieux sans ses échappements à effet Coandă et demandent à ce qu'on les enlève. Les pilotes chaussent les pneus tendres pour la fin de session et Jenson Button prend le commandement en 1 min 41 s 956,,,.
À cinq minutes du but, Lewis Hamilton améliore en 1 min 41 s 580. Sebastian Vettel réplique immédiatement et, en deux temps,
réalise le meilleur temps de la matinée (1 min 41 s 351 puis 1 min 41 s 349),,.

## Séance de qualifications

### Résultats des qualifications

#### Session Q1
La température ambiante est de 32 °C et la piste est à 36 °C au début de la séance qualificative qui commence à la lumière du soleil couchant pour se terminer sous la lumière des projecteurs installés le long de la piste. Les pilotes s'élancent en piste dès son ouverture et Paul di Resta fixe le temps de référence en 1 min 43 s 442,,.
Nico Rosberg passe en tête grâce à deux tours bouclés en 1 min 42 s 567 puis 1 min 42 s 279. Il cède sa place à son coéquipier Lewis Hamilton (1 min 42 s 231). Les deux pilotes Mercedes Grand Prix évoluent en pneus durs. Certains commencent à chausser les pneus tendres et le classement évolue rapidement : les temps au tour avec les pneus tendres étant plus rapides de près de 1 seconde et demie, l'écart n'est que d'une seconde entre la quatrième et la dix-huitième place provisoire,,.
Après dix minutes, et alors que les Red Bull Racing n'ont pas encore pris la piste, Lewis Hamilton change de casque car sa visière fumée n'est plus nécessaire avec le soleil bas. Sebastian Vettel sort à huit minutes du terme et améliore en 1 min 41 s 683 ; il est peu après devancé par son coéquipier Mark Webber qui tourne en 1 min 41 s 568,,.
Kimi Räikkönen pointe ensuite en tête en 1 min 41 s 276 et devance Webber et Vettel ; son temps est battu par Felipe Massa (1 min 41 s 254) tandis Nico Hülkenberg intercale sa Sauber entre les deux Red Bull et prend la quatrième position. Finalement, Lewis Hamilton, en 1 min 40 s 693, réalise le meilleur temps de la première phase qualificative. Les six pilotes éliminés sont Max Chilton et son coéquipier Jules Bianchi, Charles Pic et son coéquipier Giedo van der Garde, Adrian Sutil et Esteban Gutiérrez,,.

#### Session Q2
Paul di Resta établit le premier tour chronométré de la deuxième phase qualificative en 1 min 41 s 477. Nico Hülkenberg améliore immédiatement en 1 min 41 s 147 mais son temps est battu par Kimi Räikkönen (1 min 40 s 971) dès son premier tour lancé,,.
Le meilleur temps du Finlandais est rapidement amélioré par Nico Rosberg (1 min 40 s 473) qui devance de 4 millièmes de secondes son coéquipier Lewis Hamilton tandis que Sebastian Vettel accède à la troisième place, avec trois dixièmes de seconde de retard. Fernando Alonso concède plus d’une seconde et n'est que onzième après sa première tentative. Toutefois, avec moins d'une seconde d'écart entre la quatrième et la seizième place, la qualification reste très disputée,,.
Alonso, malgré des soucis avec la traction de sa Ferrari, réalise le meilleur temps absolu dans le premier secteur lors de sa seconde tentative mais perd beaucoup de temps dans le second secteur ; il doit tout miser sur une troisième et ultime sortie. Daniel Ricciardo et Nico Hülkenberg tournent plus rapidement qu'Alonso qui, pour la première fois de la saison, manque la Q3. Les six pilotes éliminés sont Valtteri Bottas et son coéquipier Pastor Maldonado, Jean-Éric Vergne, Jenson Button, Paul di Resta et Alonso,,.

#### Session Q3
Nico Hülkenberg établit le temps de référence mais est immédiatement battu par Sebastian Vettel qui s'installe en tête en 1 min 40 s 091. Après cette première tentative, l'Allemand devance son compatriote Nico Rosberg (1 min 40 s 419), Lewis Hamilton, qui a commis une légère erreur de pilotage (1 min 40 s 501), Kimi Räikkönen (1 min 40 s 692), Mark Webber (1 min 40 s 759), Romain Grosjean (1 min 41 s 044) et Hülkenberg (1 min 41 s 379),,.
À trois minutes du terme, Daniel Ricciardo, Sergio Pérez et Felipe Massa n'ont pas encore pris la piste. Peu après, les dix pilotes en lice sont en piste. Webber réalise le meilleur temps absolu dans les deux premiers secteurs du circuit et, en 1 min 39 s 957, réalise la treizième pole position de sa carrière,,.
Hamilton, en tentant d'améliorer, part en tête-à-queue, ce qui provoque la neutralisation d'un secteur par les drapeaux jaunes et ruine les efforts de ses rivaux. À l'issue de la séance, Webber devance son coéquipier Vettel et les Mercedes de Rosberg et Hamilton ; suivent Räikkönen, Hülkenberg, Grosjean, Massa, Pérez et Ricciardo,,.
Après les qualifications, Kimi Räikkönen est exclu de la séance qualificative après que les commissaires techniques ont remarqué une irrégularité au niveau de l'avant du fond plat de la Lotus E21 qui n'a pas passé tous les tests de flexibilité. Éric Boullier a tenté en vain de faire annuler cette décision : « Une pièce a cassé. Aucun avantage n'a été cherché ni même obtenu à la suite de cet incident et la pièce a été remplacée. Nous respectons la décision des commissaires et nous ferons tout ce qu'il faut pour que Kimi puisse obtenir le meilleur résultat. » Alan Permane, directeur des opérations piste, est plus virulent et déclare : « Cette situation est absolument comparable à la Hongrie ! Kimi n'a eu aucun avantage sur le reste du tour après que son fond plat côté gauche ne casse. Au contraire il a même été plus lent parce que légèrement désavantagé. »,,.

### Grille de départ
| Pos.                                                                                      | Pilote              | Écurie               | Qualifications 1 | Qualifications 2 | Qualifications 3 |
| ----------------------------------------------------------------------------------------- | ------------------- | -------------------- | ---------------- | ---------------- | ---------------- |
| 1                                                                                         | Mark Webber         | Red Bull-Renault     | 1 min 41 s 58    | 1 min 40 s 575   | 1 min 39 s 957   |
| 2                                                                                         | Sebastian Vettel    | Red Bull-Renault     | 1 min 41 s 683   | 1 min 40 s 781   | 1 min 40 s 075   |
| 3                                                                                         | Nico Rosberg        | Mercedes             | 1 min 41 s 420   | 1 min 40 s 473   | 1 min 40 s 419   |
| 4                                                                                         | Lewis Hamilton      | Mercedes             | 1 min 40 s 693   | 1 min 40 s 477   | 1 min 40 s 501   |
| 5                                                                                         | Kimi Räikkönen      | Lotus-Renault        | 1 min 41 s 276   | 1 min 40 s 971   | 1 min 40 s 542   |
| 6                                                                                         | Nico Hülkenberg     | Sauber-Ferrari       | 1 min 41 s 631   | 1 min 40 s 931   | 1 min 40 s 576   |
| 7                                                                                         | Romain Grosjean     | Lotus-Renault        | 1 min 41 s 447   | 1 min 40 s 948   | 1 min 40 s 997   |
| 8                                                                                         | Felipe Massa        | Ferrari              | 1 min 41 s 254   | 1 min 40 s 989   | 1 min 41 s 015   |
| 9                                                                                         | Sergio Pérez        | McLaren-Mercedes     | 1 min 41 s 687   | 1 min 40 s 812   | 1 min 41 s 068   |
| 10                                                                                        | Daniel Ricciardo    | Toro Rosso-Ferrari   | 1 min 41 s 884   | 1 min 40 s 852   | 1 min 41 s 811   |
| 11                                                                                        | Fernando Alonso     | Ferrari              | 1 min 41 s 397   | 1 min 41 s 093   |                  |
| 12                                                                                        | Paul di Resta       | Force India-Mercedes | 1 min 41 s 676   | 1 min 41 s 133   |                  |
| 13                                                                                        | Jenson Button       | McLaren-Mercedes     | 1 min 41 s 817   | 1 min 41 s 200   |                  |
| 14                                                                                        | Jean-Éric Vergne    | Toro Rosso-Ferrari   | 1 min 41 s 692   | 1 min 41 s 279   |                  |
| 15                                                                                        | Pastor Maldonado    | Williams-Renault     | 1 min 41 s 365   | 1 min 41 s 395   |                  |
| 16                                                                                        | Valtteri Bottas     | Williams-Renault     | 1 min 41 s 862   | 1 min 41 s 447   |                  |
| 17                                                                                        | Esteban Gutiérrez   | Sauber-Ferrari       | 1 min 41 s 999   |                  |                  |
| 18                                                                                        | Adrian Sutil        | Force India-Mercedes | 1 min 42 s 051   |                  |                  |
| 19                                                                                        | Giedo van der Garde | Caterham-Renault     | 1 min 43 s 252   |                  |                  |
| 20                                                                                        | Jules Bianchi       | Marussia-Cosworth    | 1 min 43 s 398   |                  |                  |
| 21                                                                                        | Charles Pic         | Caterham-Renault     | 1 min 43 s 528   |                  |                  |
| 22                                                                                        | Max Chilton         | Marussia-Cosworth    | 1 min 44 s 198   |                  |                  |
| Temps minimal à réaliser pour la qualification : 1 min 47 s 741 (107 % de 1 min 40 s 693) |                     |                      |                  |                  |                  |

- Jules Bianchi, auteur du vingtième temps des qualifications, est sanctionné d'un recul de cinq places sur la grille de départ pour avoir changé sa boîte de vitesses après son accident lors des essais libres. Il s'élance de la vingt-et-unième et avant-dernière place à la suite de la disqualification de Räikkönen[25].
- Kimi Räikkönen, auteur du cinquième temps des qualifications, est exclu après avoir échoué au test de contrôle de flexibilité de son fond plat (non-respect de l'article 3.17.5). Il est autorisé à prendre le départ depuis de la vingt-deuxième et dernière place[21].

## Course

### Déroulement de l'épreuve
Mark Webber est en pole position sur une première ligne complétée par son coéquipier Sebastian Vettel. Les Mercedes Grand Prix sont en deuxième ligne et Lewis Hamilton, bien que ses mécaniciens aient longuement travaillé sur ses freins arrière, est toujours en proie à des soucis de freinage dès le tour de mise en grille. Tous les pilotes optent pour les pneus tendres, hormis Jenson Button, Kimi Räikkönen (sur une stratégie décalée à la suite de sa rétrogradation en dernière position sur la grille de départ) Esteban Gutiérrez, Adrian Sutil et Valtteri Bottas. La température ambiante de 32 °C et la piste est à 35 °C au moment du départ. À l'extinction des feux, Webber laisse filer Vettel et Rosberg ; Vettel négocie le premier virage en tête alors que Grosjean prend le dessus sur Hamilton. Un contact dans le peloton pénalise Button, touché au niveau de son aileron avant et Ricciardo qui perd six places et se retrouve quinzième. Si les Ferrari prennent un bon départ, Räikkönen, en fond de grille, abandonne après seulement deux virages : il casse une biellette de direction en touchant la Caterham de Giedo van der Garde,,.
Au premier passage sur la ligne de chronométrage, Vettel devance Nico Rosberg, Mark Webber, Romain Grosjean, Lewis Hamilton, Nico Hülkenberg, Felipe Massa, Fernando Alonso, Sergio Pérez et Paul di Resta ; Button change son aileron dès le deuxième tour alors qu'en tête de course, Vettel compte plus de 3 secondes d'avance sur Rosberg et Webber au quatrième tour ; Grosjean est à 5 s et Hamilton à 7 s,,.
Pastor Maldonado et Jules Bianchi changent les premiers leurs pneus dans le sixième tour. Pérez, Max Chilton, Hamilton, Daniel Ricciardo, Van der Garde, Webber, Grosjean, Charles Pic, Hülkenberg, Rosberg, Button, Vettel, Alonso, Jean-Éric Vergne, Massa, Gutiérrez, di Resta, Bottas, Maldonado et Sutil stoppent entre le septième et le vingt-deuxième tour. Vettel parvient à rester en piste plus longtemps que ses rivaux directs en pneus tendres ; de plus, il tourne pendant plusieurs boucles plus vite avec ses pneus tendres usés que ses concurrents en pneus durs neufs. Hamilton et Grosjean sont respectivement bloqués par Gutiérrez et Sutil, partis en pneus durs et poursuivant leur long premier relais,,.
Massa ressort des stands dans le sillage d'Hamilton et devant Hülkenberg. Webber dépasse Rosberg en piste au vingtième tour et s'empare de la seconde place. Grosjean, quatrième prend l'avantage sur Rosberg en difficulté avec ses pneus. Massa désormais à l'affût derrière Sutil et Hamilton en lutte pour la cinquième place, dépasse le Britannique et l'Allemand dans la foulée. Derrière eux, Hülkenberg et Alonso poursuivent leur lutte tout en menaçant Hamilton, en grande difficulté avec une monoplace sans adhérence. Au vingt-septième passage, Vettel, qui n'a pas quitté la position de tête malgré son arrêt au stand, possède 29 secondes d'avance sur Webber, 32 s sur Rosberg, 36 s sur Grosjean, 53 s sur Massa, 56 s sur Hamilton et 58 s sur Sutil et Alonso,,.
Si la bagarre fait rage à tous les niveaux du peloton, Sebastian Vettel poursuit sa course en solitaire. Hülkenberg et Pérez lancent la deuxième salve d'arrêts au stand au vingt-huitième tour. Sutil (sur une stratégie à un seul arrêt et qui tente le pari de rallier l'arrivée avec son nouveau train de pneus tendres alors que les températures baissent avec la tombée de la nuit), Ricciardo, Hamilton, Gutiérrez, Bianchi, Webber et Rosberg (qui restent calqués sur la même stratégie et, en s’arrêtant ensemble, laissent provisoirement la seconde place à Grosjean), Pic, Chilton, Van der Garde, Vettel, Grosjean, Massa et Alonso stoppent entre le vingt-neuvième et le quarante-cinquième tour,,.
Mercedes a pris la décision de faire cesser le calvaire d'Hamilton en le faisant passer par les stands une seconde fois pour un dernier train de pneus. Nico Hülkenberg, relâché trop tôt par son stand et ayant ainsi gêné Pérez est pénalisé d’un drive-through qu'il effectue au trente-cinquième tour ; sa course est désormais ruinée. Fernando Alonso reprend la piste en pneus tendres au même niveau que Vergne en pleine lutte contre Massa pour la septième place ; l'Espagnol franchit vigoureusement le vibreur, décolle son train avant et se retrouve les quatre roues hors-piste pour éviter l'accrochage. Sans ralentir, il dépasse le Français, ce qui provoque une enquête des commissaires (il n'est finalement pas sanctionné pour ce dépassement hors des limites de la piste). Alonso poursuit sa remontée au classement en dépassant Hamilton puis di Resta et réalise même le meilleur tour en course,,.
Sebastian Vettel remporte sans encombre sa septième victoire consécutive, sa onzième de la saison. Mark Webber prend la deuxième place sans avoir jamais menacé son équipier, la troisième place revenant à Nico Rosberg ; suivent pour les points Grosjean, Alonso, di Resta, Hamilton, Massa, Pérez et Sutil,,.

### Classement de la course
| Pos. | no | Pilote              | Écurie               | Tours | Temps/Abandon                      | Grille | Points |
| ---- | -- | ------------------- | -------------------- | ----- | ---------------------------------- | ------ | ------ |
| 1    | 1  | Sebastian Vettel    | Red Bull-Renault     | 55    | 1 h 38 min 06 s 106 (186,758 km/h) | 2      | 25     |
| 2    | 2  | Mark Webber         | Red Bull-Renault     | 55    | + 30 s 829                         | 1      | 18     |
| 3    | 9  | Nico Rosberg        | Mercedes             | 55    | + 33 s 650                         | 3      | 15     |
| 4    | 8  | Romain Grosjean     | Lotus-Renault        | 55    | + 34 s 802                         | 6      | 12     |
| 5    | 3  | Fernando Alonso     | Ferrari              | 55    | + 1 min 07 s 181                   | 10     | 10     |
| 6    | 14 | Paul di Resta       | Force India-Mercedes | 55    | + 1 min 18 s 174                   | 11     | 8      |
| 7    | 10 | Lewis Hamilton      | Mercedes             | 55    | + 1 min 19 s 267                   | 4      | 6      |
| 8    | 4  | Felipe Massa        | Ferrari              | 55    | + 1 min 22 s 886                   | 7      | 4      |
| 9    | 6  | Sergio Pérez        | McLaren-Mercedes     | 55    | + 1 min 31 s 198                   | 8      | 2      |
| 10   | 15 | Adrian Sutil        | Force India-Mercedes | 55    | + 1 min 33 s 257                   | 17     | 1      |
| 11   | 16 | Pastor Maldonado    | Williams-Renault     | 55    | + 1 min 35 s 989                   | 14     |        |
| 12   | 5  | Jenson Button       | McLaren-Mercedes     | 55    | + 1 min 43 s 767                   | 12     |        |
| 13   | 12 | Esteban Gutiérrez   | Sauber-Ferrari       | 55    | + 1 min 44 s 295                   | 16     |        |
| 14   | 11 | Nico Hülkenberg     | Sauber-Ferrari       | 54    | + 1 tour                           | 5      |        |
| 15   | 17 | Valtteri Bottas     | Williams-Renault     | 54    | + 1 tour                           | 15     |        |
| 16   | 19 | Daniel Ricciardo    | Toro Rosso-Ferrari   | 54    | + 1 tour                           | 9      |        |
| 17   | 18 | Jean-Éric Vergne    | Toro Rosso-Ferrari   | 54    | + 1 tour                           | 13     |        |
| 18   | 21 | Giedo van der Garde | Caterham-Renault     | 54    | + 1 tour                           | 18     |        |
| 19   | 20 | Charles Pic         | Caterham-Renault     | 54    | + 1 tour                           | 19     |        |
| 20   | 22 | Jules Bianchi       | Marussia-Cosworth    | 53    | + 2 tours                          | 21     |        |
| 21   | 23 | Max Chilton         | Marussia-Cosworth    | 53    | + 2 tours                          | 20     |        |
| Abd. | 7  | Kimi Räikkönen      | Lotus-Renault        | 0     | Accident                           | 22     |        |

### Pole position et record du tour
Mark Webber réalise la treizième pole position de sa carrière, sa première à Abou Dabi et sa deuxième de la saison.
- Pole position :  Mark Webber (Red Bull-Renault) en 1 min 39 s 957 (200,030 km/h)[30].
- Meilleur tour en course :  Fernando Alonso (Ferrari) en 1 min 43 s 434 (193,306 km/h) au cinquante-cinquième tour[31].

### Tours en tête
- Sebastian Vettel : 55 tours (1-55)[32]

## Classements généraux à l'issue de la course
| Pos.     | Pilote            | Écurie               | Points |
| -------- | ----------------- | -------------------- | ------ |
| Champion | Sebastian Vettel  | Red Bull-Renault     | 347    |
| 2        | Fernando Alonso   | Ferrari              | 217    |
| 3        | Kimi Räikkönen    | Lotus-Renault        | 183    |
| 4        | Lewis Hamilton    | Mercedes             | 175    |
| 5        | Mark Webber       | Red Bull-Renault     | 166    |
| 6        | Nico Rosberg      | Mercedes             | 159    |
| 7        | Romain Grosjean   | Lotus-Renault        | 114    |
| 8        | Felipe Massa      | Ferrari              | 106    |
| 9        | Jenson Button     | McLaren-Mercedes     | 60     |
| 10       | Paul di Resta     | Force India-Mercedes | 48     |
| 11       | Nico Hülkenberg   | Sauber-Ferrari       | 39     |
| 12       | Sergio Pérez      | McLaren-Mercedes     | 35     |
| 13       | Adrian Sutil      | Force India-Mercedes | 29     |
| 14       | Daniel Ricciardo  | Toro Rosso-Ferrari   | 19     |
| 15       | Jean-Éric Vergne  | Toro Rosso-Ferrari   | 13     |
| 16       | Esteban Gutiérrez | Sauber-Ferrari       | 6      |
| 17       | Pastor Maldonado  | Williams-Renault     | 1      |

| Pos.     | Écurie               | Points |
| -------- | -------------------- | ------ |
| Champion | Red Bull-Renault     | 513    |
| 2        | Mercedes             | 334    |
| 3        | Ferrari              | 323    |
| 4        | Lotus-Renault        | 297    |
| 5        | McLaren-Mercedes     | 95     |
| 6        | Force India-Mercedes | 77     |
| 7        | Sauber-Ferrari       | 45     |
| 8        | Toro Rosso-Ferrari   | 32     |
| 9        | Williams-Renault     | 1      |

## Statistiques
Le Grand Prix d'Abou Dabi 2013 représente :
- la 13e pole position de sa carrière pour Mark Webber[35] ;
- la 37e victoire de sa carrière pour Sebastian Vettel, sa septième consécutive[36] ;
- la 45e victoire pour Red Bull Racing en tant que constructeur[37] ;
- le 15e doublé pour Red Bull Racing en tant que constructeur[38] ;
- la 163e victoire pour Renault en tant que motoriste[39] ;
- le 100e podium pour Red Bull Racing[40].

Au cours de ce Grand Prix :
- Sebastian Vettel égale le record de sept victoires consécutives et rejoint au palmarès Alberto Ascari (entre le Grand Prix de Belgique 1952 et le Grand Prix d'Argentine 1953) et Michael Schumacher (entre le Grand Prix d'Europe et le Grand Prix de Hongrie 2004)[41] ;
- Sebastian Vettel passe la barre des 1 400 points inscrits en championnat du monde (1 401 points)[42] ;
- Mark Webber passe la barre des 1 000 points inscrits en championnat du monde (1 014,5 points)[43] ;
- Romain Grosjean passe la barre des 200 points inscrits en championnat du monde (210 points)[44] ;
- Ferrari bat le récent record (établi entre Bahreïn 2010 et Monaco 2013) de McLaren Racing avec 65 Grands Prix consécutifs terminés dans les points[45] ;
- Martin Donnelly (13 Grands prix entre 1989 et 1990, vainqueur du Grand Prix de Macao 1987) est nommé assistant des commissaires de course pour ce Grand Prix.